# Тепло Земли
«Тепло́ Земли́» — студийный альбом советского и российского композитора Эдуарда Артемьева и его группы «Бумеранг», записанный в 1985 году для фирмы «Мелодия». Он создан вместе с чукотским писателем Юрием Рытхэу на его стихи. Лирические композиции озвучила Жанна Рождественская. Альбом был положительно оценён как создателями, так и критиками.

## История

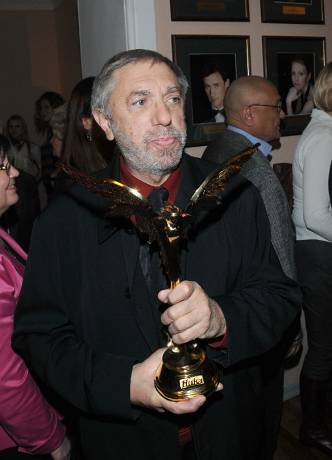
Эдуард Артемьев

Музыка была написана группой «Бумеранг» и её создателем, композитором Эдуардом Артемьевым. Над записью композиций работало много людей: Юрий Богданов — синтезатор Synthi-100, электрогитара и акустическая гитара; А. Закиров — бас-гитара; С. Богданов — ударные; И. Лень, С. Савельев — клавишные. Обложку нарисовал Пётр Стуенко. Слова в «Тепле Земли» были написаны чукотским писателем Юрием Рытхэу. Ранее он написал повесть «Куда уходят киты», на её основе и был создан альбом. Озвучила лирические композиции эстрадная певица Жанна Рождественская, так как Артемьев восхищался её талантом и хотел написать что-то с её участием. По словам композитора, работать над альбомом было тяжело, потому что, кроме «Олимпийской Кантаты», он никогда не работал с таким количеством вокала. Также Артемьев предпринимал «робкие попытки управления пространством». Альбом был записан в 1985 году в студии «Мелодия», а выпущен годом позже. Позднее лирическая композиция «Надежда» из данной пластинки использовалась композитором как образец звучания во время презентации его будущей оперы «Преступление и наказание». В 1988 году «Тепло Земли» было преобразовано в оперу.
В конце 1990-х годов композитору позвонил владелец французского лейбла Musea Records, чтобы опубликовать у себя пластинку. Но в «Мелодии» оригинальная запись была утеряна из-за рейдерства, а многие записи были выброшены на помойку. Однако Артемьев нашёл у себя черновые записи и смонтировал для французов новый альбом. В результате альбом был переиздан во Франции и Японии лишь спустя годы.

## Об альбоме
Пластинка является вокально-инструментальной сюитой. Стихи Юрия Рытхэу посвящены чукотско-эскимосскому эпосу. В альбоме повествуется про женщину со своими переживаниями. На пластинке часть композиций озвучила Рождественская в стиле меццо-сопрано. Причём, в песне «Рэккены» (существа, приносящие несчастья и болезни), голос певицы обработан с помощью техники.
Песни в альбоме выполнены в подвидах рока, электроник-рок и арт-рок, однако в интервью композитор заявил, что она больше походит на академическую классическую музыку. Песни хоть и различаются по настроению, но целиком альбом звучит оптимистично и легко. Некоторые композиции музыкально напоминают прогрессивный рок 70-х годов, они спокойные и расслабляющие: к примеру, композиция «Надежда» — мечтательная, а песня «Рэккэны» — тревожная и динамичная. Елена Савицкая отмечала, что конец некоторых композиций является началом следующих, что придаёт альбому динамичность и завершённость. Критики находили композиции схожими с песнями из творчества Tangerine Dream, Pink Floyd и Китаро.

## Список композиций
| №                   | Название                       | Длительность |
| ------------------- | ------------------------------ | ------------ |
| 1.                  | «Рождение Земли» (A1)          | 2:53         |
| 2.                  | «Кто Я?» (А2)                  | 6:42         |
| 3.                  | «Тепло Земли» (А3)             | 3:48         |
| 4.                  | «На Берегу Млечного Пути» (А4) | 3:46         |
| 5.                  | «Прощание» (А5)                | 3:11         |
| Общая длительность: | Общая длительность:            | 20:31        |

| №                   | Название             | Длительность |
| ------------------- | -------------------- | ------------ |
| 1.                  | «Ожидание» (B1)      | 3:55         |
| 2.                  | «Рэккэны» (B2)       | 5:45         |
| 3.                  | «Надежда» (B3)       | 5:14         |
| 4.                  | «Гимн Человеку» (B4) | 7:38         |
| Общая длительность: | Общая длительность:  | 22:40        |

## Оценки
Альбом был положительно оценён людьми, ответственными за его создание. Эдуард Артемьев в интервью заявил, что он был рад работать над «Теплом Земли». Он называл данный альбом «этапной пластинкой» в своей жизни. Также Артемьев высоко оценил вокал Жанны Рождественской. Сама же певица в интервью призналась, что сожалеет о том, что мало людей знают о её вкладе в музыку помимо самых популярных песен. «Тепло Земли» она охарактеризовала как «уникальнейший диск на гениальную музыку Эдуарда Артемьева».
Также пластинка была тепло принята и критиками. В интервью для Colta.ru с Артемьевым ведущий Денис Бояринов охарактеризовал её как «недооценённую». Музкыкальный критик Игорь Цалер назвал альбом «шедевром космического масштаба» и отдельно отметил необычный для того времени дизайн обложки. Рецензент на сайте DPRP, посвященном прогрессивному року, Йоаким Яльмар охарактеризовал альбом как средний. Он написал, что пластинка «Тепло Земли» лёгкая и подходит для расслабления, но отметил, что для нерусскоязычных слушателей смысл песен будет непонятен. Также он написал, что она подойдёт, если «вы хотите что-то новое или попробовать что-то русское».